# Enzima limitada por difusão

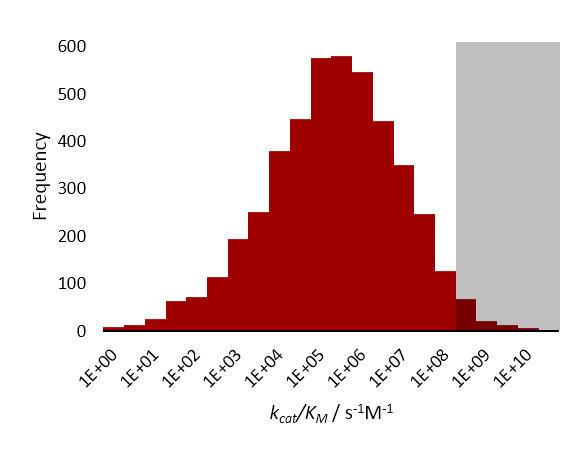
A distribuição de taxas catalíticas de enzimas conhecidas (k_{cat}/K_{M}). A maioria das enzimas tem uma taxa em torno de 10^{5} s^{−1}M^{−1}. As enzimas mais rápidas na caixa escura à direita (>10^{8} s^{−1}M^{−1}) são restringidas pelo limite de difusão (dados adaptados da referência)

Uma enzima limitada por difusão catalisa uma reação tão eficientemente que o passo determinante de taxa é aquele de difusão do substrato para o sítio ativo, ou difusão do produto para fora. Isso também é conhecido como perfeição cinética ou perfeição catalítica. Uma vez que a taxa de catálise de tais enzimas é definida pela reação controlada por difusão, ela representa, portanto, uma restrição física intrínseca na evolução (uma altura máxima de pico na paisagem de aptidão). As enzimas perfeitas limitadas por difusão são muito raras. A maioria das enzimas catalisa suas reações a uma taxa de mil a dez mil vezes mais lenta do que esse limite. Isso se deve tanto às limitações químicas de reações difíceis quanto às limitações evolutivas de que essas altas taxas de reação não conferem nenhuma aptidão extra.